# SX Феникса
SX Феникса (SX Phoenicis, сокр. SX Phe) — переменная звезда в южном созвездии Феникс. Имея видимую звёздную величину 7,33m, звезда слишком слаба, чтобы её можно было увидеть невооружённым глазом. Она расположена в 272 св. годах от Солнца. Это расстояние определяется по годичному параллаксу в 12 мс. Звезда приближается к Солнцу с радиальной скоростью — 24 км/с.
SX Феникса является прототипом переменных типа SX Феникса, и это означает, что она принадлежит к звёздному населению II, для неё характерны большие амплитуды изменения блеска во время кратких периодических пульсаций. Основной радиальный режим пульсаций имеет период 1319 часа с амплитудой 0,20559m, в то время как вторичный радиальный режим колеблется в обертоне и имеет продолжительность цикла 1026 часа с амплитудой 0,0742m. Были предложены и другие модели с более низкой амплитудой, и более медленными пульсациями, при которых звёзды типа SX Феникса могут подвергаться циклическим изменениям.
SX Феникса — звезда главной последовательности спектрального типа A2V. До 1940-х годов звезда классифицировалась как «вероятный субкарлик» из-за своей низкой светимости для звёзд данного спектрального класса. Эта звезда очень бедна металлами. SX Феникса также является убегающей звездой: её пекулярная скорость 323,2 ± 12,7 км/с. Масса SX Феникса в 1,8 раз больше массы Солнца, её радиус примерно в 2,2 раза больше радиуса Солнца, а её яркость в 6 раз больше яркости Солнца. Звезде ~20 млн. лет и она вращается со скоростью 18 км/с.